# Miha Štricelj
Miha Štricelj, slovenski kajakaš, * 6. junij 1974.
Štricelj je na svetovnih prvenstvih osvojil srebrno medaljo leta 1999 v La Seu d'Urgellu v disciplini K-1 ekipno, v postavi sta bila še Andraž Vehovar in Fedja Marušič. V isti disciplini je na evropskih prvenstvih osvojil srebrno medaljo leta 1996 v Augsburgu v isti disciplini, v postavi sta bila Vehovar in Jure Pellegrini. Za leto 1992 je bil med sedmerico prejemnikov Bloudkove plakete za »uspešen nastop na mladinskem svetovnem prvenstvu«.